# Gnophomyia obesula
Gnophomyia obesula är en tvåvingeart som beskrevs av Alexander 1931. Gnophomyia obesula ingår i släktet Gnophomyia och familjen småharkrankar. Inga underarter finns listade i Catalogue of Life.